# نیکون کولپیکس پی۵۰۰۰
نیکون کولپیکس پی۵۰۰۰ (به انگلیسی: Nikon Coolpix P5000) یک دوربین عکاسی کامپکت ساخت شرکت نیکون است.